# Кеш (Арканзас)
Кеш (англ. Cash) — місто (англ. town) в США, в окрузі Крейггед штату Арканзас. Населення — 280 осіб (2020).

## Географія
Кеш розташований за координатами 35°48′3″ пн. ш. 90°55′55″ зх. д. / 35.80083° пн. ш. 90.93194° зх. д. (35.800870, -90.932071).  За даними Бюро перепису населення США в 2010 році місто мало площу 1,00 км², уся площа — суходіл. В 2017 році площа становила 0,95 км², уся площа — суходіл.

## Демографія
Згідно з переписом 2010 року, у місті мешкали 342 особи в 134 домогосподарствах у складі 89 родин. Густота населення становила 341 особа/км².  Було 151 помешкання (151/км²). 
Расовий склад населення:
| - 94,4 % — білих - 4,1 % — осіб інших рас |

До двох чи більше рас належало 1,5 %. Іспаномовні складали 4,7 % від усіх жителів.
За віковим діапазоном населення розподілялося таким чином: 27,2 % — особи молодші 18 років, 54,4 % — особи у віці 18—64 років, 18,4 % — особи у віці 65 років та старші. Медіана віку мешканця становила 37,3 року. На 100 осіб жіночої статі у місті припадало 112,4 чоловіків;  на 100 жінок у віці від 18 років та старших — 99,2 чоловіків також старших 18 років.
Середній дохід на одне домашнє господарство  становив 47 585 доларів США (медіана — 29 643), а середній дохід на одну сім'ю — 58 231 долар (медіана — 35 417). За межею бідності перебувало 28,9 % осіб, у тому числі 45,2 % дітей у віці до 18 років та 24,6 % осіб у віці 65 років та старших.
Цивільне працевлаштоване населення становило 140 осіб. Основні галузі зайнятості: мистецтво, розваги та відпочинок — 26,4 %, сільське господарство, лісництво, риболовля — 22,1 %, роздрібна торгівля — 15,0 %, виробництво — 12,9 %.